# Fang Dongmei
Fang Dongmei (chiń. 方東美; publikujący po angielsku jako Thomé H. Fang; ur. 9 lutego 1899 w Tongcheng, prowincja Anhui w Chinach, zm. 13 lipca 1977 w Tajpej) – jeden z najwybitniejszych współczesnych chińskich filozofów nurtu neokonfucjańskiego.

## Życiorys
Fang Dongmei urodził się w rodzinie o długoletniej tradycji inteligenckiej (mandaryńskiej). Otrzymał tradycyjne konfucjańskie wychowanie.
W 1918 r. Fang Dongmei rozpoczął studia filozoficzne na uniwersytecie Jinling w Nankinie. Podczas jego studenckich czasów pełnił liczne funkcje: był m.in. przewodniczącym stowarzyszenia studentów, redaktorem naczelnym dla „Jinling Newsletter”, udzielał się aktywnie w ruchu studenckim, a także uczestniczył w tzw. Ruchu Czwartego Maja w 1919 r. Został także wybrany redaktorem naczelnym dwóch innych czasopism: "The Young World" i "Young China". Studia te ukończył w wieku 23 lat.
Gdy amerykański filozof John Dewey podróżował z wykładami po Chinach, m.in. do Nankinu, Fang Dongmei zwrócił uwagę na filozofię zachodnią, tak że w 1921 r. zdecydował się podjąć studia na uniwersytecie Wisconsin w USA, gdzie po dwóch latach napisał i obronił pracę magisterską pt. “A Critical Exposition of the Bergsonian Philosophy of Life”. Od tego też czasu datuje się wpływ Bergsona na filozofię Fang Dongmei.
Dalsze studia rozpoczął na państwowym uniwersytecie Ohio, następnie przeniósł się na uniwersytet Wisconsin, gdzie zdobył doktorat na podstawie pracy pt. „A Comparative Study of British and American Realism”.
Fang Dongmei wrócił do Chin i od 1924 r. został wykładowcą filozofii na uniwersytecie w Wuchang, a potem na kilku innych uniwersytetach, wprowadzając Chińczyków w filozofię Zachodu.
W 1928 r. Fang poślubił pannę Gao Fuchu. Mieli trzech synów i córkę.
W 1948 r., zanim powstała Chińska Republika Ludowa, zaproponowano mu profesurę na Uniwersytecie Narodowym w Tajpej, gdzie wykładał aż do 1973 r. W tym czasie publikował i udzielał się na międzynarodowych konferencjach, a także z wykładami gościnnymi na różnych uniwersytetach m.in. w USA. Brał też udział w konferencjach „Filozofia Wschodu-Zachodu” organizowanych na Hawajach. Został dobrze przyjęty przez międzynarodowe środowiska akademickie. W 1973 r. po dwudziestu pięciu latach pracy na tamtejszym Uniwersytecie zrezygnował z profesury i odszedł na emeryturę. Jednak na wniosek Katolickiego Uniwersytetu Fu Jen kontynuował naukę i przez dłuższy okres był tam jeszcze profesorem.
13 lipca 1977 r. po siedmiu miesiącach choroby Fang Dongmei zmarł na raka płuc z przerzutami do wątroby. Jego ciało zostało skremowane i zgodnie z jego wolą wrzucone do wód Cieśniny Tajwańskiej.

## Twórczość
Profesor Fang nie pisał pamiętników, nie napisał także autobiografii. Jednak jego zainteresowanie filozofią Zachodu oraz próby zapoznania Zachodu z filozofią Chin dały rezultaty w rozlicznych pracach, w których podejmował różne tematy i wątki. Pisał w języku chińskim i angielskim.
Fang Dongmei zauważył, jak wielkie wyzwania ukrywają się w chińskim kontekście dla teologii chrześcijańskiej i w swoich pismach stara się na te wyzwania odpowiedzieć, a także dostarczyć teologom elementów do konstrukcji rodzimej teologii chińskiej. M.in. na przykładzie chińskiego rozumienia natury ludzkiej Fang Dongmei uwyraźnia problematykę rozumienia Boga i człowieka w myśli chińskiej oraz różnice w ich pojmowaniu na Zachodzie i w Chinach.

### Wybrane publikacje
- Kexue, zhexue yu rensheng (Nauka, filozofia i życie, Shanghai 1936);
- Zhexue san hui (Trzy typy mądrości filozoficznej, Chongqing 1938; nowe wydanie Taibei 1970);
- Heige’er zhexue zhi dangqian nanti yu lishi beijing (Współczesne problemy filozofii Hegla i ich tło historyczne, Taibei 1956);
- Huayanzong zhexue (Filozofia buddyzmu Huayan, Taibei 1981);
- Yuanshi rujia daojia zhexue (Pierwotna filozofia konfucjanizmu i taoizmu, Taibei 1983);
- Xin rujia zhexue shiba jiang (18 wykładów na temat filozofii neokonfucjańskiej, Taibei 1983);
- Zhongguo dacheng foxue (Chiński buddyzm mahajana, Taibei 1984)
- Creativity in Man and Nature – A Collection of Philosophical Essays Taibei 1980);
- Chinese Philosophy – Its Spirit and Its Development (Taibei 1981);
- The Chinese View of Life. A Philosophy of Comprehensive Harmony (Taibei 1980).

## Filozofia
Opowiadając o swoim doświadczeniu w studiach filozofii, profesor Fang powiedział:

Moja cnota filozofii wywodzi się z tradycji konfucjanizmu,

Moja wyrazistość wizji wyrosła z ducha taoizmu,

Moja mądrość na temat filozofii wypływa z nauki buddyzmu,

A moje podejście do filozofii zostało wysublimowane z filozofii Zachodu.

### Filozofia jedności
W oparciu o tradycyjną myśl chińską Fang Dongmei rozwinął filozofię jedności.Podstawę filozofii stanowi idea jedności. Filozofia bazuje na tradycyjnej kategorii kontinuum Niebios, Ziemi i człowieka (tian ren he yi) oraz ich jedności (tian ren shi jian). Według tej filozofii życiodajna siła istoty najwyższej, którą Fang Dongmei nazywa shen (Duch), spływa na wszystkie rzeczy i kształtuje świat. Człowiek żyje na tym świecie wkraczając w harmonię z Niebiosami i Ziemią, nawiązując stosunki z innymi ludźmi – stając się w ten sposób z Niebiosami, Ziemią oraz wszystkimi rzeczami „jednym nurtem” kosmicznego życia. W filozofii jedności i harmonii osadzone zostały także m.in. istotne zagadnienia związane z umysłem ludzkim i naturą ludzką – chińskie i zachodnie teorie natury ludzkiej.
Profesor Fang jest także twórcą szkicu, w którym ujmuje swoją panenteistyczną filozofię świata i człowieka.

### Wpływy filozofii
Z głębokiej wiedzy profesora Fang na temat filozofii Wschodu i Zachodu, utworzone zostały nowe myśli na temat konfucjanizmu, a sam profesor stał się wysoko ceniony, jako twórca nowoczesnego konfucjanizmu. 
Jego filozofia miała wpływ na całe generacje chińskich filozofów, a także na neokonfucjanizm w Korei, szczególnie przez swojego prominentnego ucznia – Kim Ch’ungnyol. Filozofia Fang Dongmei wywarła także decydujący wpływ na wybitnego teologa, jezuitę Alojzego Zhang Chunsheng, który w oparciu o jego filozofię podjął się własnej konstrukcji chrystologii, soteriologii oraz pneumatologii.
Chińscy teologowie na Tajwanie uznali, że filozofia jedności Fang Dongmei lepiej nadaje się w kontekście chińskim do przedstawienia Boga i człowieka, w tym Jezusa Chrystusa, niż zachodnia kategoria osoby i w związku z tym zastosowali ją w konstrukcji własnej teologii, powołując się w tym m.in. na stwierdzenie z 1Kor, 15,28: „aby Bóg był wszystkim we wszystkich”. Jezus Chrystus jest w tym ujęciu kontinuum między Niebiosami a Ziemią, a jako homo nobilis jest on ponadto pełną realizacją natury ludzkiej.

## Ciekawostki
W 1964 roku Fang Dongmei podczas konferencji na Hawajach wygłosił swoją pracę pt. "The Cosmos and the Individual in Chinese Metaphysics", która zwróciła uwagę wszystkich przedstawicieli innych krajów. Charles A. Moore, profesor filozofii na Uniwersytecie Hawajskim i przewodniczący Wydziału Filozofii tegoż Uniwersytetu powiedział do pana Fang: "Dzisiaj zdałem sobie sprawę z tego, kto jest naprawdę największym filozofem w Chinach". Z kolei japoński mistrz zen dr Daisetz Teitaro Suzuki powiedział, że praca profesora Fang jest wyjątkowa. Jest najwybitniejszym dziełem konferencji.
Fang Dongmei świetnie władał językiem angielskim. Profesor Michael Mullan, z angielskiego Uniwersytetu Oksfordzkiego – ekspert w dziedzinie badania historii dynastii Ming w Chinach, powiedział nawet: "Nigdy nie widziałem żadnego chińskiego człowieka, ani żadnego uczonego z Wielkiej Brytanii lub Stanów Zjednoczonych, którzy mogliby lepiej wygłosić przemówienie na temat chińskiej filozofii, tak płynnie i pięknie w języku angielskim".
W 1966 roku podczas wizyty na Uniwersytecie Michigan profesor Fang został uhonorowany tytułem "najwybitniejszego profesora który gościł na uczelni".
Kiedy mistrz Chin Kung miał 26 lat usłyszał od Fang Dongmei:

Budda był wielkim filozofem, wielkim mędrcem. Sutry buddyjskie posiadły wyższy stopień filozofii, a nauka buddyzmu jest największą radością w życiu!

słowa te tak zainspirowały Mistrza Chin Kung, że zdecydował się rozpocząć buddyjskie studia.
Krótko przed śmiercią 26 marca 1977 roku profesor Fang został buddystą w obecności Mistrza Guang Qin. Jego imieniem Dharmy było Chuan Sheng – "kontynuować dzieła świętych".